# Міждугорне (Кропивинський округ)
Міждуго́рне (рос. Междугорное) — село у складі Кропивинського округу Кемеровської області, Росія.

## Населення
Населення — 346 осіб (2010; 368 у 2002).
Національний склад (станом на 2002 рік):
- росіяни — 80 %